# مقاطعة لورنس (ميزوري)
مقاطعة لورينس (بالإنجليزية: Lawrence County)‏ هي إحدى المقاطعات في ولاية ميزوري في الولايات المتحدة الأمريكية.